# Charles Pahud de Mortanges
Charles Pahud de Mortanges (francès: Charles Ferdinand Pahud de Mortanges)  (la Haia, 13 de maig de 1896 - Leiden i la Haia, 8 d'abril de 1971) fou un genet neerlandès, guanyador de cinc medalles olímpiques en el concurs complet d'equitació.
El 1915, després de graduar-se a l'escola secundària, va ser admès a la Reial Acadèmia Militar (KMA) com a cadet de cavalleria, on es graduà el 1918. El 1919 començà a fer classes d'equitació a l'Escola Militar Superior.
Va participar, als 27 anys, en els Jocs Olímpics d'Estiu de 1924 realitzats a París (França), on va aconseguir guanyar la medalla d'or en la prova per equips del concurs complet i on a més finalitzà quart en la prova individual d'aquesta modalitat amb el cavall Johnny Walker. En els Jocs Olímpics d'Estiu de 1928 realitzats a Amsterdam (Països Baixos) aconseguí guanyar sengles medalles d'or en la prova individua i en la prova per equips amb el cavall Marcroix. En els Jocs Olímpics d'Estiu de 1932 realitzats a Los Angeles (Estats Units) aconseguí revalidar el seu títol individual i guanyà la medalla de plata en la prova per equips. En els Jocs Olímpics d'Estiu de 1936 realitzats a Berlín (Alemanya nazi) participà en les dues proves, si bé no finalitzà la prova per equips i fou desqualificat en la prova individual.
El 1938 va patir un greu accident a la seva mà dreta, la qual va estar a punt de perdre. El 1942, durant la Segona Guerra Mundial, fou empresonat pel règim nazi, aconseguint escapar l'estiu de 1943. El 1944 fou un destacat oficial de la Brigada d'Infanteria Motoritzada Reial dels Països Baixos i va participar en el desembarcament de Normandia i l'alliberament dels Països Baixos.
El 6 de juliol de 1946 fou proclamat president del Comitè Olímpic Holandès. També va ser membre del Comitè Olímpic Internacional entre el 4 de setembre de 1946 i el 7 d'octubre de 1964. Acabà els seus anys actius com a cap de la Casa Militar Reial, on va ser responsable de l'organització de les cerimònies que implicaven la família reial holandesa fins a la seva jubilació.